# Menlösa Susie

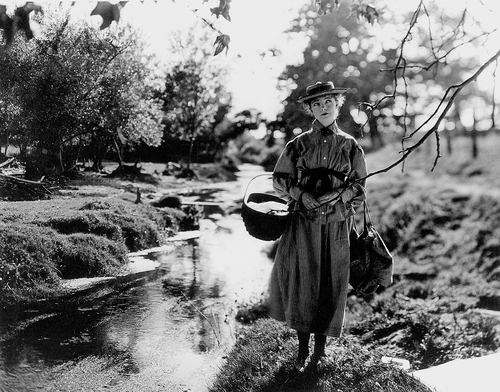
Lillian Gish i Menlösa Susie.

Menlösa Susie (engelska: True Heart Susie) är en amerikansk stumfilm från 1919 regisserad av D.W. Griffith, och handlar om Susie, en landsortsflicka, som i hemlighet är förälskad i sin granne William.

## Rollista (i urval)
- Lillian Gish – Susie
- Robert Harron – William Jenkins
- Clarine Seymour – Bettina Hopkins